# طواف فلاندرز 1913
طواف فلاندرز 1913 (بالهولندية: Ronde van Vlaanderen 1913 )‏ هو سباق دراجات هوائية، وهو الموسم رقم 1 من السباق، وأقيم في 29 مايو 1913، وامتدّ لمسافة 324 كيلومتر، وهو من نوع سباق يوم واحد، وقد شارك في السباق 37 متسابقاً ووصل إلى نهايته 16 متسابقاً.
فاز فيه بالمركز الأول بول ديمان، وبالمركز الثاني Joseph Van Daele ‏، وبالمركز الثالث Victor Doms ‏.

## التصنيف العام النهائي
| التصنيف العام                          | التصنيف العام     | التصنيف العام | التصنيف العام | التصنيف العام |
| الدراج                                 | الدراج            | البلد         | الفريق        | الوقت         |
| -------------------------------------- | ----------------- | ------------- | ------------- | ------------- |
| 1.                                     | بول ديمان         | بلجيكا        |               |               |
| 2.                                     | Joseph Van Daele ‏ | بلجيكا        |               |               |
| 3.                                     | Victor Doms ‏      | بلجيكا        |               |               |
| مصدر: ProCyclingStats Cycling Archives |                   |               |               |               |

## وصلات خارجية
- الموقع الرسمي
- لمحة عن سباق طواف فلاندرز 1913 على موقع  ProCyclingStats   (برو  سايكلنج  ستاتس) - إحصاءات  محترفي  الدراجات.
- طواف فلاندرز 1913 على موقع إحصائيات الدراجات الإحترافية (الإنجليزية)
- طواف فلاندرز 1913 في موقع Cycling Archives سايكلنج أركايفز